# Friedrich Josias Prinz von Sachsen-Coburg und Gotha
Friedrich Josias Carl Eduard Kyrill Harald Prinz von Sachsen-Coburg und Gotha (* 29. November 1918 in Schloss Callenberg bei Coburg; † 23. Januar 1998 in Amstetten, Niederösterreich) war ein deutscher Kaufmann und von 1954 bis 1998 Chef des Hauses Sachsen-Coburg und Gotha.

## Herkunft
Friedrich Josias von Sachsen-Coburg und Gotha kam als jüngstes von fünf Kindern des kurz zuvor in der Novemberrevolution abgesetzten Herzogs Carl Eduard von Sachsen-Coburg und Gotha (1884–1954) und der Prinzessin Viktoria Adelheid zu Schleswig-Holstein-Sonderburg-Glücksburg (1885–1970) zur Welt. Seine Geschwister waren Erbprinz Johann Leopold (1906–1972), Sibylla (1908–1972), die Mutter von Schwedens König Carl Gustaf, Hubertus (1909–1943), der in der Ukraine fiel, und Caroline Mathilde (1912–1983), die in erster Ehe einen Grafen zu Castell-Rüdenhausen heiratete.

## Werdegang
Friedrich Josias von Sachsen-Coburg und Gotha wurde zunächst privat unterrichtet. Von 1929 bis 1934 besuchte er das Gymnasium Casimirianum in Coburg. Nach drei Jahren an der Salzmann-Schule in Schnepfenthal legte er dort 1938 das Abitur ab.
Nach kurzem Einsatz beim Reichsarbeitsdienst in Neustadt bei Coburg trat er 1938 als Offizieranwärter in die Panzertruppe der Wehrmacht. Zunächst wurde er in Stahnsdorf bei Berlin ausgebildet und 1939 bei der Besetzung der Tschechoslowakei erstmals eingesetzt. Er nahm am Überfall auf Polen teil und war 1940 in Frankreich als Leutnant bei einer Panzerspähkompanie. Es folgten 1941 die Feldzüge gegen Jugoslawien und die Sowjetunion. Nachdem er im Winter 1941 eine schwere Erkrankung (Ruhr) überstanden hatte, wurde er nach Stahnsdorf versetzt.
Kurz darauf wurde der inzwischen zum Oberleutnant beförderte Prinz von Sachsen-Coburg und Gotha zu Einsätzen bei der Legion Freies Arabien und in den Kaukasus abkommandiert. 1944 wurde er Ordonnanzoffizier unter Generalfeldmarschall Erwin Rommel an der französischen Kanalküste, im Juni 1944 dann bei General von Hanneken in Dänemark. Trotz des Prinzenerlasses, der die Söhne ehemals regierender Häuser seit 1943 vom Dienst in der Wehrmacht regulär ausschloss, gelang es ihm nach eingereichter Beschwerde, bis zur Kapitulation Deutschlands im Mai 1945 dort Dienst tun zu dürfen.:S. 246 1945 geriet er in britische Kriegsgefangenschaft und kam nach seiner Entlassung im Herbst 1945 nach Coburg.
Ein Jahr später reiste er nach Stockholm zu seiner Schwester Sibylla und wohnte einstweilen dort. 1946 nahm er eine Stelle bei der schwedischen Reederei Johnson Line AB an. Ab 1948 war er bei W.R. Grace & Co. in San Francisco angestellt. Nachdem er ab 1951 in Santos/Brasilien für die Reederei tätig gewesen war, kehrte er 1952 nach Deutschland zurück und arbeitete im Hamburger Büro für die Reederei. Dem Wunsch seines Vaters folgend beendete er sein Arbeitsverhältnis, um für die Familienstiftung tätig zu werden.

## Chef des Hauses Sachsen-Coburg und Gotha

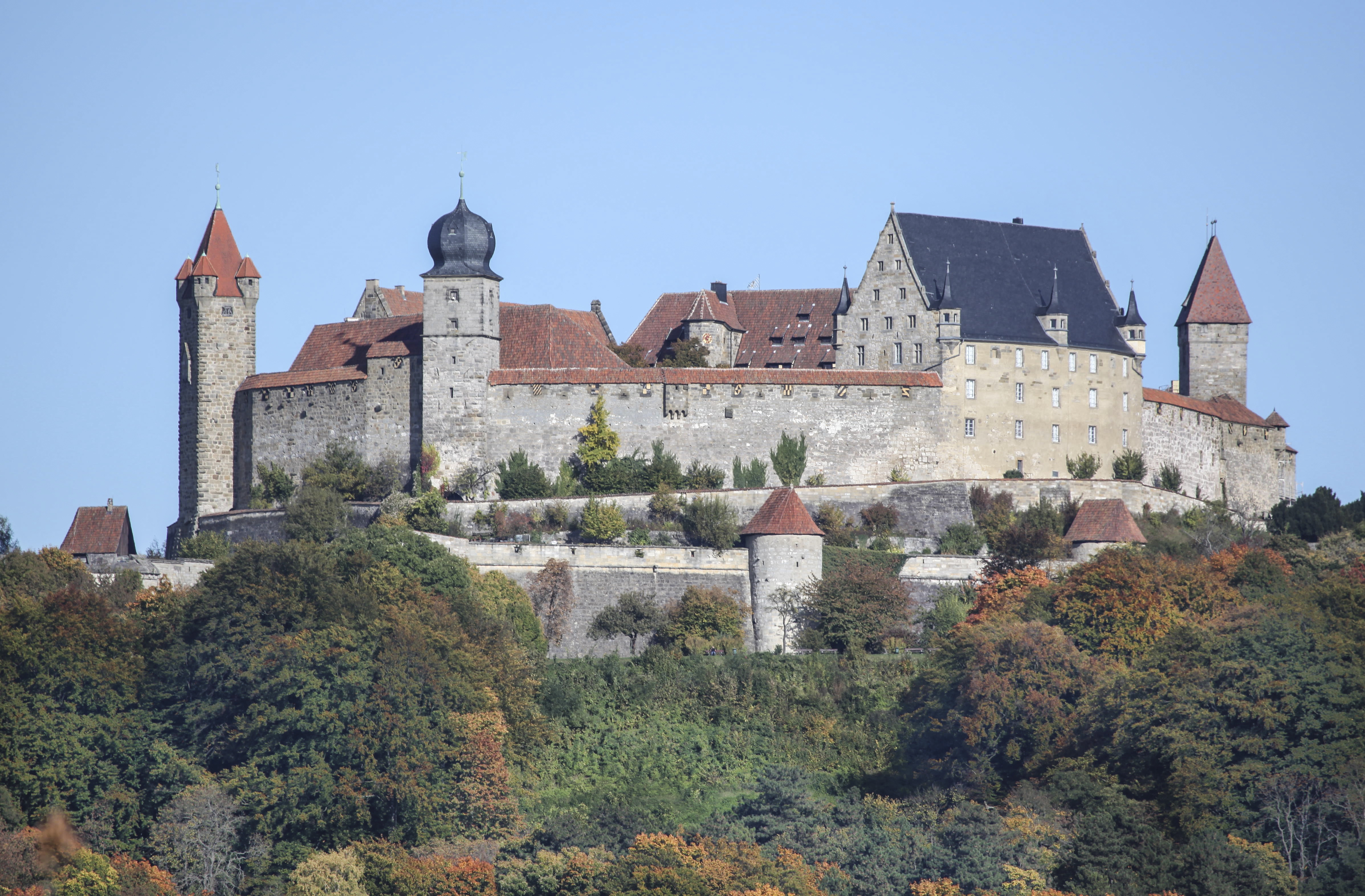
Veste Coburg – Westansicht (2010)

Nachdem der älteste Bruder Johann Leopold im Jahre 1932 wegen nicht standesgemäßer Heirat verzichtet hatte und der Bruder Hubertus am 26. November 1943 gefallen war, galt Friedrich Josias von Sachsen-Coburg und Gotha als designierter Nachfolger seines Vaters in der tradierten Rolle eines Chefs des Hauses. Laut Abfindungsvertrag vom 7. Juni 1919  zwischen seinem Vater und der damaligen Regierung des Freistaates Coburg besaß Friedrich Josias von Sachsen-Coburg und Gotha das Wohnrecht im Fürstenbau auf der Veste Coburg. Er bewohnte das dortige Gästehaus. Mit dem Tod seines Vaters am 6. März 1954 wurde er Chef des Hauses Sachsen-Coburg und Gotha. Damit verbunden war auch der Vorsitz in der Stiftung der Herzog von Sachsen-Coburg und Gotha'schen Familie und der Herzog von Sachsen-Coburg und Gotha'sche Stiftung für Kunst und Wissenschaft. In diesen beiden Stiftungen, die von seinem Vater im Jahre 1928 gegründet worden waren, ist das Hausvermögen vereint. Zu den Stiftungen gehören die beiden Schlösser Callenberg in Coburg und Greinburg im oberösterreichischen Grein an der Donau sowie das Kunst- und Kulturgut des herzoglichen Hauses. 1958 wurden die österreichischen Besitzungen, welche 1945 von den Alliierten im besetzten Nachkriegsösterreich beschlagnahmt worden waren, von der Bundesregierung Raab an das Haus Sachsen-Coburg und Gotha zurückerstattet. Es handelte sich um 4.000 Hektar bei Hinterriß in Tirol und um 8.000 Hektar bei Grein.:S. 247
Ab 1958 arbeitete Friedrich Josias von Sachsen-Coburg und Gotha noch einmal vorübergehend für die Reederei Johnson, diesmal in Buenos Aires.

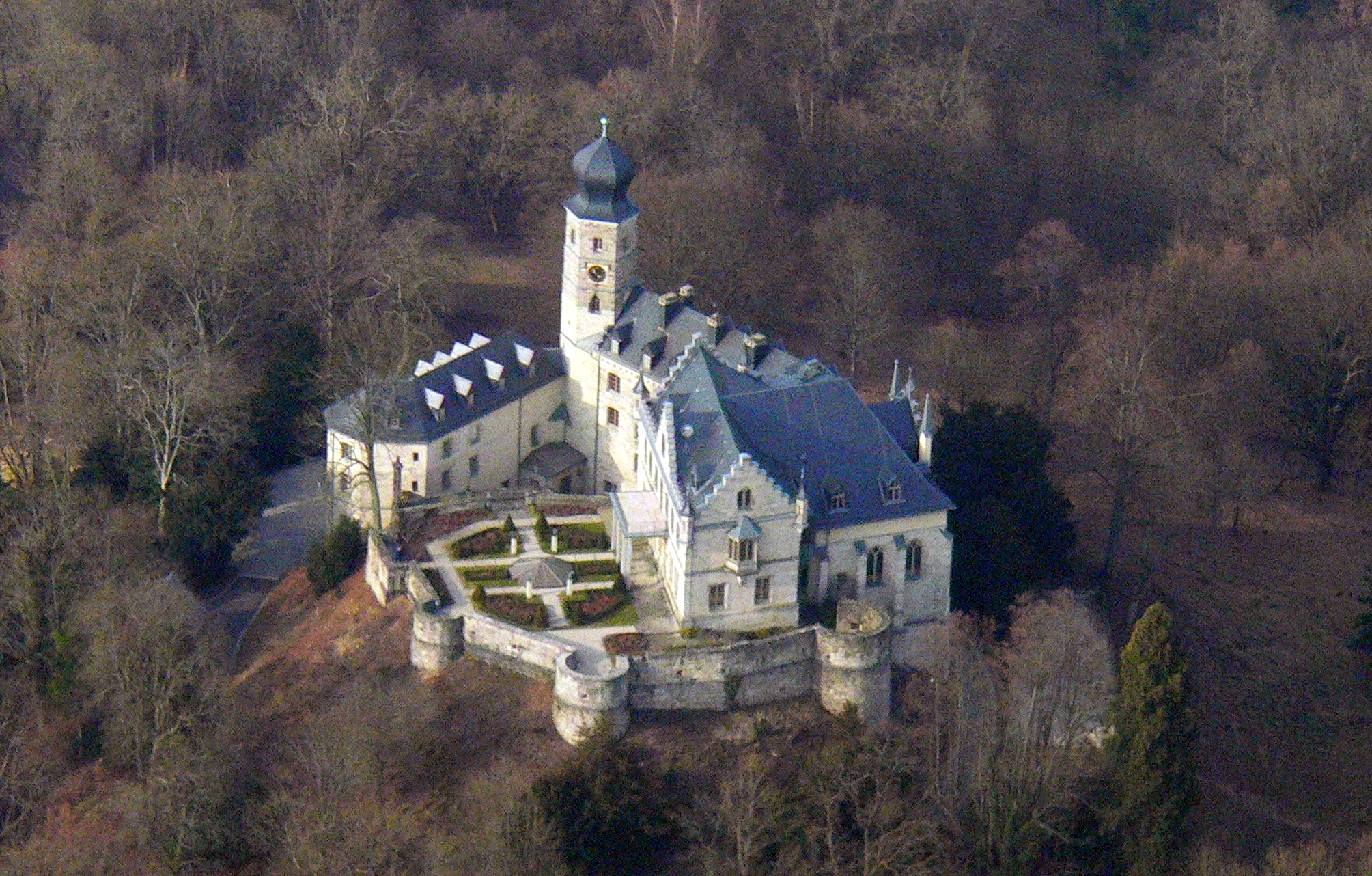
Schloss Callenberg, Coburg

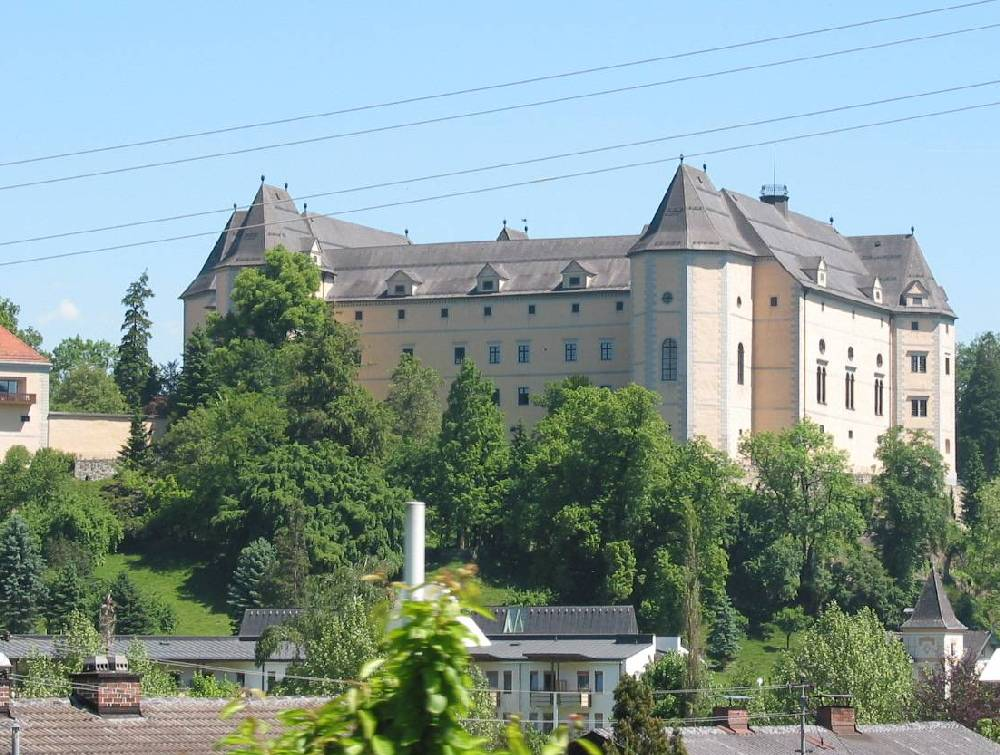
Schloss Greinburg, Oberösterreich

1964 kehrte er nach Deutschland zurück, wohnte zunächst drei Jahre in Hamburg, dann  ab 1967 in Coburg und später hauptsächlich im österreichischen Grein. Die Familiengeschichte der vergangenen 150 Jahre hatte zu vielfältigen verwandtschaftlichen Beziehungen mit den großen europäischen Adelshäusern geführt. Im Juni 1981 erhielt Friedrich Josias von Sachsen-Coburg und Gotha einen Besuch des belgischen Königspaars Baudouin (der der belgischen Linie der Sachsen-Coburger angehörte) und Fabiola, im Oktober 1982 des schwedischen Königspaares Carl Gustaf (dessen Mutter eine Schwester von Friedrich Josias war) und Silvia, was jeweils mit einem erheblichen Medieninteresse und offiziellen Empfängen im Rathaus von Coburg einherging.:S. 250 ff. Lediglich das britische Königshaus, welches sich im Ersten Weltkrieg 1917 von Saxe-Coburg and Gotha in Windsor umbenannt hatte, zeigte auf Grund der engen Verbindungen des Stammhauses zu den jeweiligen Machthabern des Deutschen Reichs während der beiden Weltkriege wenig Interesse an engeren Kontakten zu Coburg.
Aus gesundheitlichen Gründen kam Friedrich Josias von Sachsen-Coburg und Gotha in den letzten Jahren seines Lebens nicht mehr nach Coburg. So konnte er auch nicht mehr die große Bayerische Landesausstellung besuchen, die 1997 in Coburg unter dem Titel Ein Herzogtum und viele Kronen – Coburg in Bayern und Europa stattfand und sowohl die Geschichte des Herzogshauses mit den internationalen Verbindungen als auch des Herzogtums Sachsen-Coburg und Gotha behandelte. Als Chef des Hauses wurde er in diesen Jahren bereits von seinem Sohn Andreas vertreten.
Im Jahr 1998 verstarb er im Krankenhaus Amstetten; bestattet wurde er am 2. Februar 1998 im Forst von Schloss Callenberg. Mit dem Tod Friedrich Josias von Sachsen-Coburg und Gotha endete das Wohnrecht der Familie auf der Veste Coburg.

## Ehen und Nachkommen
I. Am 25. Januar 1942 heiratete er in Kasel-Golzig Viktoria Luise Gräfin zu Solms-Baruth (* 13. März 1921; † 1. März 2003). Die Ehe wurde am 19. September 1946 geschieden. Aus dieser Ehe ging der bis zu seinem Tod im Jahre 2025 amtierende Chef des Hauses hervor:
- Andreas Prinz von Sachsen-Coburg und Gotha (* 21. März 1943; † 3. April 2025)

II. Am 14. Februar 1948 heiratete er in San Francisco Denyse Henriette de Muralt (* 14. Dezember 1923; † 25. April 2005), eine gebürtige Baslerin. Die zweite Ehe wurde am 17. September 1964 geschieden. Hieraus folgten die Kinder:
- 1. Maria Claudia Sibylla (* 22. Mai 1949 in San Francisco; † 5. Februar 2016), verheiratet mit Gion Schäfer (* 20. Juli 1945)

- 2. Beatrice Charlotte (* 15. Juli 1951 in Bern), verheiratet mit Friedrich-Ernst Prinz von Sachsen-Meiningen (* 21. Januar 1935; † 13. Juli 2004)
  - Marie Alexandra von Sachsen-Meiningen (* 1978) ⚭ Benno Widmer (* 1971)
  - Constantin von Sachsen-Meiningen (* 1980)

- 3. Adrian Vinzenz Edward (* 18. Oktober 1955 in Coburg; † 30. August 2011 in Bern), verheiratet 1984–1993 mit Lea Rinderknecht (* 5. Januar 1960) und 1997–2011 mit Gertrud Krieg (* 18. März 1958)

III. Seine dritte Ehe schloss er in nicht hausgesetzmäßiger Ehe am 30. Oktober 1964 mit Katrin Bremme (* 22. April 1940; † 13. Juli 2011), diese Ehe hatte keine Nachkommen.

## Ehrungen
Am 23. November 1988 erhielt Friedrich Josias von Sachsen-Coburg und Gotha für seine Verdienste bei der Restaurierung von Schloss Greinburg das Ehrenbürgerrecht der Stadt Grein.:S. 252.

## Belege
1. 1 2 3 4  
Harald Sandner: Das Haus Sachsen-Coburg und Gotha: eine Dokumentation zum 175-jährigen Jubiläum des Stammhauses in Wort und Bild 1826 bis 2001. Presse, Coburg 2001, ISBN 3-00-008525-4.
2. 1 2 3  Auszug aus Paul Theroff’s Online Gotha, Part 4: Saxe-Coburg-Gotha

| Vorgänger   | Amt                                                | Nachfolger |
| ----------- | -------------------------------------------------- | ---------- |
| Carl Eduard | Chef des Hauses Sachsen-Coburg und Gotha 1954–1998 | Andreas    |

| Personendaten    | Personendaten                                                                                       |
| ---------------- | --------------------------------------------------------------------------------------------------- |
| NAME             | Sachsen-Coburg und Gotha, Friedrich Josias Prinz von                                                |
| ALTERNATIVNAMEN  | Sachsen-Coburg und Gotha, Friedrich Josias Carl Eduard Kyrill Harald Prinz von (vollständiger Name) |
| KURZBESCHREIBUNG | deutscher Kaufmann, Chef des Hauses Sachsen-Coburg und Gotha                                        |
| GEBURTSDATUM     | 29. November 1918                                                                                   |
| GEBURTSORT       | Schloss Callenberg bei Coburg                                                                       |
| STERBEDATUM      | 23. Januar 1998                                                                                     |
| STERBEORT        | Amstetten, Niederösterreich                                                                         |